# Cruja (distrito)
Cruja (em albanês:  Rrethi i Krujës) foi um dos 36 distritos da Albânia, que foram dissolvidos em julho de 2000 e substituídos por 12 condados. Tinha uma população de 64.357 em 2001 e uma área de 372 km² (144 sq mi). Fica no centro do país e a sua capital era a cidade de Krujë . A área do antigo distrito é coextensiva com o atual 
município de Krujë, que faz parte do condado de Durrës. A sua capital é a cidade de Cruja. Está no centro da Albânia tendo, a norte, o distrito de Kurbin; a leste, o distrito de Mat; a sudeste e sul, o distrito de Tirana; e, a oeste, o distrito de Durrës. Outras localidades neste distrito incluem Fushë-Krujë, Mamurras e Milot.

## Municípios
O distrito era composto pelos seguintes municípios:
- Bubq
- Cudhi
- Fushë-Krujë
- Kodër-Thumanë
- Krujë
- Nikël

Nota: - municípios urbanos em negrito